# Benjamin Nygren
Erik Benjamin Nygren (Göteborg, 2001. július 8. –) svéd korosztályos válogatott labdarúgó, a Nordsjælland játékosa.

## Pályafutása

### Klubcsapatokban
2007 és 2013 között az Utbynäs korosztályos csapataiban sajátította el a labdarúgás alapjait, majd innen került az IFK Göteborg akadémiájára. 2018. augusztus 23-án mutatkozott be az első csapatban a kupában a Torns IF csapata ellen. Október 31-én az élvonalban is bemutatkozott a Djurgårdens IF Fotboll csapata ellen 2–0-ra elvesztett mérkőzésen. November 11-én első két gólját szerezte meg az Örebro SK csapata ellen 3–1-re megnyert találkozón.
2019 nyarán a belga KRC Genk csapatához igazolt 2024-ig. 2020 októberében kölcsönben került a holland Heerenveen klubjához.
2022. január 30-án 2025-ig szerződtette a dán Nordsjælland klubja.

### A válogatottban
Részt vett a 2018-as U17-es labdarúgó-Európa-bajnokságon a svéd U17-es korosztályos válogatott tagjaként, a negyeddöntőig jutottak. A csoportkörben az első mérkőzésen a szlovén U17-es labdarúgó-válogatott ellen gólt szerzett a 2–0-ra megnyert mérkőzésen.

## Statisztika
2019. április 25-i állapotnak megfelelően.
| Klub         | Szezon   | Bajnokság | Bajnokság | Kupa  | Kupa | Nemzetközi | Nemzetközi | Összesen | Összesen |
| Klub         | Szezon   | Mérk.     | Gól       | Mérk. | Gól  | Mérk.      | Gól        | Mérk.    | Gól      |
| ------------ | -------- | --------- | --------- | ----- | ---- | ---------- | ---------- | -------- | -------- |
| IFK Göteborg | 2018     | 3         | 2         | 4     | 0    | –          | –          | 7        | 2        |
| IFK Göteborg | 2019     | 5         | 3         | 0     | 0    | –          | –          | 5        | 3        |
| IFK Göteborg | Összesen | 8         | 5         | 4     | 0    | 0          | 0          | 12       | 5        |
| Összesen     | Összesen | 8         | 5         | 4     | 0    | 0          | 0          | 12       | 5        |

## Sikerei, díjai
- KRC Genk
  - Belga szuperkupa: 2019